# Oscinimorpha albisetosa
Oscinimorpha albisetosa är en tvåvingeart som först beskrevs av Oswald Duda 1932.  Oscinimorpha albisetosa ingår i släktet Oscinimorpha och familjen fritflugor. Arten är reproducerande i Sverige. Inga underarter finns listade i Catalogue of Life.